# Sima Suso
Klaus Sima Suso (* 28. Mai 2005 in Bergisch Gladbach) ist ein deutsch-gambischer Fußballspieler,  der aktuell bei Fortuna Düsseldorf unter Vertrag steht.

## Karriere

### Verein
Nach seinen Anfängen in der Jugend von Bayer 04 Leverkusen und des SC Fortuna Köln wechselte Suso zu Dynamo Dresden, wo er neun Spiele in der B-Junioren-Bundesliga und ein Spiel in der A-Junioren-Bundesliga bestritt, bei denen ihm zwei Tore gelangen. Anschließend wechselte Suso im Januar 2022 in die Jugendabteilung von Fortuna Düsseldorf. Nach sieben Spielen in der B-Junioren-Bundesliga und 21 Spielen in der A-Junioren-Bundesliga, bei denen ihm ein Tor gelang, erhielt er einen langfristigen Vertrag,.
Am 2. Dezember 2023 kam er mit der Fortuna zu seinem ersten Einsatz im Profibereich in der 2. Bundesliga, als er am 15. Spieltag beim 5:0-Auswärtssieg gegen den 1. FC Nürnberg in der 68. Spielminute für Emmanuel Iyoha eingewechselt wurde. Kurz darauf unterzeichnete er bei den Düsseldorfern seinen ersten Profivertrag.
Auf Leihbasis wechselte Sima Suso im Januar 2025 für den Rest der laufenden Saison zum Drittligisten Hansa Rostock. Zu seinem ersten Pflichtspieleinsatz für die Hansestädter kam er am 22. Spieltag der Saison 2024/25 während des Auswärtsspiels bei Borussia Dortmund II (2:0). Nach dem 5. Platz in der Liga und dem Gewinn des Landespokals von Mecklenburg-Vorpommern kehrte er nach Düsseldorf zurück.

### Nationalmannschaft
Suso bestritt ab 2023 insgesamt acht Spiele für die U18 und U19 des DFB.

## Erfolge
- Landespokalsieger Mecklenburg-Vorpommern: 2025 mit Hansa Rostock